# Episodi di Luke Cage (prima stagione)
La prima stagione della serie televisiva Luke Cage, composta da 13 episodi, è stata interamente pubblicata dal servizio on demand Netflix simultaneamente il 30 settembre 2016 in tutti i territori in cui Netflix è disponibile.
La stagione è stata rimossa da Netflix il 1º marzo 2022 e pubblicata negli Stati Uniti il 16 marzo 2022 su Disney+, mentre in Italia è stata pubblicata il 29 giugno 2022.
Tutti gli episodi sono intitolati come brani dei Gang Starr.
| nº | Titolo                       | Pubblicazione     |
| -- | ---------------------------- | ----------------- |
| 1  | Moment of Truth              | 30 settembre 2016 |
| 2  | Code of the Streets          | 30 settembre 2016 |
| 3  | Who's Gonna Take the Weight? | 30 settembre 2016 |
| 4  | Step in the Arena            | 30 settembre 2016 |
| 5  | Just to Get a Rep            | 30 settembre 2016 |
| 6  | Suckas Need Bodyguards       | 30 settembre 2016 |
| 7  | Manifest                     | 30 settembre 2016 |
| 8  | Blowin' Up the Spot          | 30 settembre 2016 |
| 9  | DWYCK                        | 30 settembre 2016 |
| 10 | Take it Personal             | 30 settembre 2016 |
| 11 | Now You're Mine              | 30 settembre 2016 |
| 12 | Soliloquy of Chaos           | 30 settembre 2016 |
| 13 | You Know My Steez            | 30 settembre 2016 |

## Moment of Truth
- Scritto da: Cheo Hodari Coker
- Diretto da: Paul McGuigan

### Trama
Dopo l'esperienza vissuta a Hell's Kitchen, Luke Cage si rifugia ad Harlem e tenta di condurre una vita tranquilla lavorando part-time come spazzino nel negozio da barbiere del gangster redento Pop e come lavapiatti nel nightclub "Harlem's Paradise", gestito dal pericoloso boss criminale Cornell "Cottonmouth" Stokes. Una sera, mentre Luke incontra ed ha una notte di passione con la detective Misty Knight, tre ragazzi della comunità assaltano un carico d'armi appartenenti a Cottonmouth derubandolo dei soldi della consegna e provocando sia le ire del criminale che quelle del suo fornitore e di sua cugina, la politica Mariah Dillard, che si è servita di soldi pubblici per finanziare il Paradise e ora ha bisogno di riaverli prima di un controllo fiscale; la serrata caccia all'uomo aperta da Cottonmouth porta uno dei tre, già resosi colpevole dell'omicidio di un complice, a riconsegnare la sua quota di denaro al gangster venendo comunque ucciso dopo essersi rifiutato di tradire l'ultimo compagno. Nel frattempo, stanco del dilagare del crimine nel suo quartiere, Luke decide di smettere di nascondersi e si erge in difesa di un'anziana coppia cacciando dal loro ristorante cinese gli uomini di Cottonmouth, recativisi per riscuotere il pizzo.
- Altri interpreti: Frankie Faison (Pop), Frank Whaley (Rafael Scarfe), Parisa Fitz-Henley (Reva Connors), Dawn-Lyen Gardner (Megan McLaren), Jacob Vargas (Domingo Colon), Brian 'Sene' Marc (Wilfredo "Chico" Diaz Jr.), Jermel Howard (Shameek Smith), Hugues Faustin (Dante Chapman), Cassandra Freeman (Patricia Wilson), Darius Kaleb (Lonnie Wilson), Ron Cephas Jones (Bobby Fish), Jade Wu (Connie Lin), Clem Chung (Jin Lin), Jaiden Kaine (Zip), Sean Ringgold (Sugar), Raphael Saadiq (se stesso), D-Nice (se stesso).
- Citazioni e riferimenti: Durante uno dei primi dialoghi Pop si rivolge a Luke Cage chiamandolo "Power Man" secondo alter ego utilizzato dal personaggio all'inizio della sua vita editoriale.

## Code of the Streets
- Scritto da: Cheo Hodari Coker
- Diretto da: Paul McGuigan

### Trama
Chico, l'ultimo ancora in vita dei ragazzi che hanno derubato Cottonmouth è ricercato per tutta Harlem sia dagli uomini del criminale che dai detective del NYPD Misty Knight e Rafael Scarfe; nel disperato tentativo di trovarlo per primo e riuscire a salvargli la vita, Pop convince inoltre Luke a mettersi sulle sue tracce riuscendo a rintracciarlo e tentando di stringere un accordo con Cottonmouth riconsegnandogli il denaro in cambio dell'incolumità del ragazzo. Prima che l'accordo possa essere stretto tuttavia, uno degli uomini di Cottonmouth prende d'assalto la bottega di Pop uccidendo il proprietario e ferendo gravemente Chico in una sparatoria per poi fuggire una volta recuperati i soldi. Una volta saputo quanto accaduto, Cottonmouth uccide il suo sottoposto come punizione per aver preso l'iniziativa senza consultarlo e provocato la morte dell'anziano barbiere, che considerava uno dei suoi più vecchi amici; Luke, furioso, decide intanto di prendere in mano la situazione.
- Altri interpreti: Frankie Faison (Pop), Frank Whaley (Rafael Scarfe), Rob Morgan (Turk Barrett), Ron Cephas Jones (Bobby Fish), Brian 'Sene' Marc (Wilfredo "Chico" Diaz Jr.), Cassandra Freeman (Patricia Wilson), Darius Kaleb (Lonnie Wilson), Elijah Boothe (Cottonmouth da ragazzo), Edwin Freeman (Pop da ragazzo), Faith Evans (se stessa), D-Nice (se stesso).

## Who's Gonna Take the Weight?
- Scritto da: Matt Owens
- Diretto da: Guillermo Navarro

### Trama
Dopo la morte di Pop, Luke dichiara guerra a Cottonmouth e, dopo aver fatto rivelare da Chico la posizione dei depositi di denaro dell'organizzazione del criminale, li attacca uno dopo l'altro facendo sembrare che la colpa sia di Domingo Colon, il gangster portoricano che la sera della rapina avrebbe dovuto ricevere le armi se l'affare non fosse saltato a causa del furto. Mentre i due boss criminali sono sul punto di iniziare una guerra tra di loro, Luke prende d'assalto il Crispus Attucks Complex, principale deposito monetario di Cottonmouth e ufficio di Mariah Dillard sottraendo il denaro necessario ad impedire che il negozio del barbiere venga rilevato dalla banca. Nel frattempo Chico abbandona il proposito di lasciare la città scegliendo invece di testimoniare contro Cottonmouth e i suoi uomini ma, dopo aver sentito la sua storia, il detective Rafael Scarfe lo uccide, rivelandosi al servizio del gangster, che successivamente mette al corrente delle informazioni ricevute dal ragazzo, incluso il coinvolgimento di Luke Cage nei furti. Furioso, Cottonmouth attacca con un lanciarazzi il ristorante cinese sotto al palazzo di Luke mentre questi si trova al suo interno facendo crollare l'edificio.
- Altri interpreti: Frank Whaley (Rafael Scarfe), Dawn-Lyen Gardner (Megan McLaren), Ron Cephas Jones (Bobby Fish), Jacob Vargas (Domingo Colon), Brian 'Sene' Marc (Wilfredo "Chico" Diaz Jr.), Jade Wu (Connie Lin), Jaiden Kaine (Zip), Sedly Bloomfield (Joel Spurlock), Charles Bradley (se stesso).

## Step in the Arena
- Scritto da: Charles Murray
- Diretto da: Vincenzo Nitali

### Trama
In una serie di flashback viene mostrato come Carl Lucas, poliziotto di Savannah, Georgia, rinchiuso nel carcere di Seagate per un crimine che non ha commesso, viene coinvolto in una serie di combattimenti clandestini dal crudele secondino Albert Rackham trovando conforto solo nel gruppo d'ascolto della giovane psicologa Reva Connors, di cui si innamora ricambiato; dopo aver rivelato alla donna la sua intenzione di denunciare quanto accade nella prigione viene tuttavia aggredito da due detenuti al servizio di Rackham, Shades e Comanche, rimanendo in condizioni critiche e spingendo Reva a chiedere al medico di Seagate, Noah Burstein, di sottoporlo a una terapia curativa sperimentale ma, nel corso della procedura, Rackham sabota le macchine provocando un'esplosione a seguito della quale rimane ucciso mentre Lucas sviluppa forza sovrumana e pelle impenetrabile, riuscendo dunque ad evadere e ad iniziare una nuova vita assieme a Reva dopo aver cambiato nome in "Luke Cage". Nel presente, nonostante il palazzo fattogli crollare addosso da Cottonmouth, Luke riesce ad emergere incolume dalle macerie salvando la donna intrappolatavi assieme a lui attirando l'interesse mediatico.
- Altri interpreti: Frank Whaley (Rafael Scarfe), Parisa Fitz-Henley (Reva Connors), Chance Kelly (Albert Rackham), Michael Kostroff (Dr. Noah Burstein), Thomas Q. Jones (Comanche), Craig Mums Grant (Squabbles), Jade Wu (Connie Lin), Clem Chung (Jin Lin).
- Citazioni e riferimenti: Dopo l'evasione da Seagate, Luke Cage ruba una camicia gialla e dei pantaloni blu che, assieme ai bracciali e alla tiara metallica rimastigli addosso dopo l'esperimento di Burstein, rimandano al primo costume del personaggio nei fumetti.

## Just to Get a Rep
- Scritto da: Jason Horwitch
- Diretto da: Marc Jobst

### Trama
Per riguadagnare potere nelle strade, Cottonmouth manda i suoi uomini a riscuotere nuovamente il pizzo tra i vari negozianti distruggendo le loro attività commerciali qualora non possano obbedire ed assicurandosi sia chiaro che Luke Cage è il responsabile di tutto poiché colpevole di averlo derubato. Venuto a sapere della cosa, Luke attacca a uno a uno gli uomini del gangster per poi recarsi personalmente da lui mostrandogli di cosa è capace ed intimandogli di lasciar stare Harlem; tuttavia il suo ex-compagno di carcere Shades, divenuto intanto il rappresentante del fornitore d'armi di Cottonmouth, lo riconosce e propone al criminale di acquistare un nuovo proiettile sperimentale in metallo chitauriano per ucciderlo. Nel frattempo Claire Temple, dopo aver lasciato il suo lavoro di infermiera, torna ad Harlem per far visita a sua madre e raccontarle le sue recenti esperienze coi superumani dichiarando di volersi dedicare ad assisterli; la ragazza scopre inoltre la presenza nel quartiere di Luke che, quella sera stessa, facendo un discorso al funerale di Pop, dichiara la sua intenzione di proteggere la comunità.
- Altri interpreti: Frank Whaley (Rafael Scarfe), Sônia Braga (Soledad Temple), Ron Cephas Jones (Bobby Fish), Sonja Sohn (Betty Audrey), Ninja N. Devoe (Aisha Axton), Mike Britt (Eddie Axton), Jaiden Kaine (Zip), Sean Ringgold (Sugar), Steven Grove Malloy (Darrell Mitchell), Stephen Hill (Bert Hunter), Dapper Dan (se stesso), Jidenna (se stesso).

- Citazioni e riferimenti: la madre di Claire Temple fa riferimento ad un uomo con il martello d’argento, ovviamente Thor, e un uomo verde, Hulk.

## Suckas Need Bodyguards
- Scritto da: Nathan Louis Jackson
- Diretto da: Sam Miller

### Trama
Luke diviene una figura tanto celebre ad Harlem da far sì che perfino Trish Walker ne parli durante una puntata del suo show radiofonico. Il detective Scarfe tenta intanto di ricattare Cottonmouth dopo aver sottratto dal magazzino delle prove le armi requisite alla sua organizzazione, il gangster tuttavia gli spara costringendolo a darsi alla macchia rifugiandosi da Luke e chiedendogli protezione in cambio della promessa di testimoniare contro Cottonmouth fornendogli inoltre le prove delle sue attività criminali, contenute in un libro nascosto nel suo appartamento, prontamente recuperato da Luke che poi cerca di portare il detective alla centrale di polizia con l'aiuto di Claire; nonostante durante il tragitto i tre vengano attaccati da alcuni sicari e Scarfe muoia per l'aggravarsi delle ferite, le prove vengono consegnate a Misty Knight portando all'arresto di Cottonmouth ed all'apparente fine del suo impero criminale.
- Altri interpreti: Frank Whaley (Rafael Scarfe), Sônia Braga (Soledad Temple), Rachael Taylor (voce di Trish Walker), Ron Cephas Jones (Bobby Fish), Sonja Sohn (Betty Audrey), Jaiden Kaine (Zip), Tijuana Ricks (Thembi Wallace), Danny Henriquez (Diontey), Jeremy Sample (C-Money), Andrew Rein (Eric Fraser), Curtis Cook (Peter "Pistol Pete" Stokes), Elijah Boothe (Cottonmouth da ragazzo), Megan Miller (Mariah da ragazza).

## Manifest
- Scritto da: Akela Cooper
- Diretto da: Andy Goddard

### Trama
Cottonmouth riesce a far invalidare le accuse a suo carico venendo rilasciato e tenta di ricattare Luke rivelandogli di essere a conoscenza del suo passato; l'ex-carcerato decide tuttavia di non cedere alle minacce e recupera il carico di armi che il gangster ha venduto ai portoricani consegnandolo a Misty Knight che, intanto, a causa delle pressioni mosse dagli affari interni dopo la morte del suo partner, diviene sempre più sospettosa nei confronti di Luke. Il capo del partito politico di Mariah Dillard le chiede nel frattempo di rassegnare le dimissioni e Shades, approfittando dello stato psicologico della donna, ne approfitta per manipolarla convincendola ad uccidere Cottonmouth per poi dare la colpa a Luke Cage che, contemporaneamente, viene ferito allo stomaco da un proiettile in metallo chitauriano sparato a distanza da Diamondback, il pericoloso trafficante d'armi rappresentato da Shades.
- Altri interpreti: Danny Johnson (Benjamin Donovan), Ron Cephas Jones (Bobby Fish), Jacob Vargas (Domingo Colon), Karen Pittman (Priscilla Ridley), Sonja Sohn (Betty Audrey), Dawn-Lyen Gardner (Megan McLaren), Jeremiah Craft (Dave Griffith), Clark Jackson (Damon Boone), Jaiden Kaine (Zip), LaTanya Richardson Jackson ("Mama" Mabel Stokes), Curtis Cook (Peter "Pistol Pete" Stokes), Elijah Boothe (Cottonmouth da ragazzo), Megan Miller (Mariah da ragazza), Edwin Freeman (Pop da ragazzo), D-Nice (se stesso).

## Blowin' Up the Spot
- Scritto da: Aida Mashaka Croal
- Diretto da: Magnus Martens

### Trama
Sopravvissuto a malapena allo sparo, Luke viene portato da Claire in una piccola clinica deserta per cercare di rimuovere il proiettile, tuttavia prima che l'operazione abbia inizio viene raggiunto da Misty Knight, sulle sue tracce per interrogarlo in merito alla sua presunta colpevolezza nella morte di Cottonmouth, e da Diamondback, sua vecchia conoscenza con cui ingaggia uno scontro per le strade della città al fine di regolare un conto lasciato in sospeso; nel caos che ne deriva Misty riesce a portare in centrale Claire ma, interrogandola, finisce per perdere la calma e aggredirla portando la sua superiore a richiamarla ed a rilasciare l'ex-infermiera. Shades diviene intanto una sorta di consulente per Mariah assumendo il controllo del Paradise e degli uomini di Cottonmouth mentre, al sorgere dell'alba, Diamondback rivela a Luke di essere suo fratello e gli spara nuovamente con un proiettile chitauriano scaraventandolo in un camion dei rifiuti.
- Altri interpreti: Danny Johnson (Benjamin Donovan), Karen Pittman (Priscilla Ridley), Jaiden Kaine (Zip), Sean Ringgold (Sugar), Deborah Ayorinde (Candace Miller).

## DWYCK
- Scritto da: Christian Taylor
- Diretto da: Tom Shankland

### Trama
Misty Knight viene messa sotto esame da uno psicologo della polizia per valutare la sua idoneità al servizio, ammettendo infine di aver aggredito Claire poiché sentitasi impotente a seguito dell'incontro con Diamondback, venendo dunque reintegrata dall'ispettrice a capo del dipartimento ed incaricata della cattura di Luke Cage che, nel frattempo, sopravvissuto al secondo sparo ma gravemente ferito, si ricongiunge a Claire, la quale grazie alla chiavetta USB di Reva rintraccia il dottor Noah Burstein chiedendogli di aiutarla a estrarre i proiettili dal corpo impenetrabile dell'uomo. Mariah Dillard decide di sfruttare la morte del cugino per favorire la sua carriera politica ritirandosi da ogni attività criminale ma Shades e Diamondback, dopo aver ucciso la maggior parte degli altri boss criminali di Harlem, la costringono a rimanere coinvolta nei loro affari incaricandola di convincere il NYPD a comprare le loro armi. Per salvare Luke, Burstein tenta di praticare un intervento di fortuna immergendolo nell'acido bollente con la speranza che ciò possa indebolirne la pelle a sufficienza da poterlo operare, la procedura finisce tuttavia per mandare Luke in arresto cardiaco.
- Altri interpreti: Michael Kostroff (Dr. Noah Burstein), Dawn-Lyen Gardner (Megan McLaren), Karen Pittman (Priscilla Ridley), Jacob Vargas (Domingo Colon), John Scurti (Dr. Gabe Krasner), Jaiden Kaine (Zip), Sean Ringgold (Sugar), The Delfonics (se stessi).

## Take it Personal
- Scritto da: Jason Horwitch
- Diretto da: Stephen Surjik

### Trama
Fatto ripartire il battito cardiaco di Luke grazie a una scarica elettrica, Claire e Burstein riescono ad estrarre tutti i frammenti dei proiettili salvandogli la vita, tuttavia, dopo aver saputo dal dottore che Reva è sempre stata al corrente dei combattimenti clandestini di Seagate e supervisionava la selezione dei candidati a partecipare agli esperimenti, Luke si infuria e rade al suolo il fienile di Burstein distruggendo le apparecchiature contenute al suo interno nella speranza di impedirgli di replicare l'esperimento svolto su di lui, sebbene il dottore riesca a salvare la chiavetta USB. Contemporaneamente Diamondback uccide un poliziotto spacciandosi per Luke Cage fomentando la paura del dipartimento che, di conseguenza, inizia ad aggredire i cittadini in una sorta di "caccia alle streghe", dando modo a Mariah Dillard di manipolare l'opinione pubblica radunando la comunità al Paradise e facendo loro un discorso nel quale esprime il desiderio di armare più efficacemente la polizia affinché possa occuparsi delle vere minacce. Luke, dopo essersi recato nei luoghi della sua infanzia, si rende conto che l'uomo che lo ha incastrato e mandato a Seagate, il suo ex-migliore amico Willis Stryker (Diamondback) è veramente il suo fratellastro, nato da una relazione extraconiugale del padre, e torna ad Harlem assieme a Claire recandosi al comizio del Paradise in tempo per soccorrere Misty Knight da una sparatoria scaturita nel corso del suo tentativo di arrestare Diamondback.
- Altri interpreti: Michael Kostroff (Dr. Noah Burstein), Parisa Fitz-Henley (Reva Connors), Karen Pittman (Priscilla Ridley), Jacob Vargas (Domingo Colon), Clark Jackson (Damon Boone), Cassandra Freeman (Patricia Wilson), Darius Kaleb (Lonnie Wilson), Jeremiah Craft (Dave Griffith), Joniece Abbott-Pratt (Ester "Etta" Lucas), Natalie Paul (Dana Stryker), David Austin (Carl Lucas da bambino).

## Now You're Mine
- Scritto da: Christian Taylor
- Diretto da: George Tillman Jr.

### Trama
Luke si barrica negli scantinati segreti del Paradise assieme a Misty, rimasta ferita a un braccio da un proiettile, portando Diamondback a creare uno stallo barricando il locale e prendendo alcuni ostaggi facendo credere alla polizia che la colpa sia di Luke. Mariah Dillard fa pressione al NYPD affinché utilizzino le armi speciali di Diamondback e, nonostante la resistenza mossa dall'assistente procuratore distrettuale Blake Tower, nel momento in cui il criminale uccide un politico presente tra gli ostaggi facendolo sembrare opera di Luke Cage, la situazione degenera e la polizia fa irruzione armata delle suddette pallottole; nel caos che ne deriva Luke riesce a mettere al sicuro gli ostaggi poco prima di essere arrestato dalla polizia assieme a Shades e la maggior parte dei criminali del Paradise, mentre Diamondback spreca la sua ultima pallottola aliena tentando di uccidere il fratellastro e, in seguito, riesce a fuggire.
- Altri interpreti: Stephen Rider (Blake Tower), Karen Pittman (Priscilla Ridley), Clark Jackson (Damon Boone), Tijuana Ricks (Thembi Wallace), Jaiden Kaine (Zip), Sean Ringgold (Sugar).

## Soliloquy of Chaos
- Scritto da: Akela Cooper e Charles Murray
- Diretto da: Phil Abraham

### Trama
Sfuggito alla custodia della polizia, Luke entra in latitanza mettendosi sulle tracce di Diamondback, che nel frattempo fa rilasciare Shades ordinando ai suoi uomini di assassinarlo; sfuggito all'esecuzione tuttavia, il criminale si allea con Mariah Dillard proponendole di stringere un accordo con Luke Cage affinché uccida Diamondback per conto loro in cambio delle prove necessarie a dimostrare la falsità delle accuse per cui venne imprigionato a Seagate. Incontratisi con Luke al negozio da barbiere di Pop, Shades e Mariah vengono però intercettati da Misty Knight che, dopo averli sentiti ammettere la loro colpevolezza nell'omicidio di Cottonmouth tenta di arrestarli; sulla scena sopraggiunge tuttavia Diamondback che, equipaggiato di una speciale armatura, si appresta a regolare definitivamente i conti col fratellastro.
- Altri interpreti: Rob Morgan (Turk Barrett), Ron Cephas Jones (Bobby Fish), Karen Pittman (Priscilla Ridley), Jacob Vargas (Domingo Colon), Tijuana Ricks (Thembi Wallace), Jaiden Kaine (Zip), Sean Ringgold (Sugar), Method Man (se stesso), Sway Calloway (se stesso), Heather B. (se stessa).
- Citazioni e riferimenti: All'esterno dell'edicola dove il protagonista incontra Method Man compare un manifesto con Stan Lee che incita i cittadini a denunciare un crimine qualora vi assistano.[4]

## You Know My Steez
- Scritto da: Aida Mashaka Croal e Cheo Hodari Coker
- Diretto da: Clark Johnson

### Trama
Lo scontro decisivo tra Luke e Diamondback si sposta dal negozio di Pop fin sulla strada dove, incitato dalla folla, l'ex-carcerato riesce a sconfiggere il fratellastro permettendo alla polizia di catturarlo; in seguito Misty arresta Mariah Dillard per l'omicidio del cugino, tuttavia la politica riesce a invalidare ogni accusa a suo nome facendo assassinare la sola testimone da Shades e venendo pertanto rilasciata. Claire e Luke si dichiarano i reciproci sentimenti ma, poco dopo, l'FBI arresta l'uomo per la sua evasione da Seagate e i crimini di cui è imputato come Carl Lucas; mentre Luke viene ricondotto in carcere, Claire dichiara che contatterà un suo amico avvocato per farlo scagionare, Bobby Fish ritrova nella bottega di Pop il fascicolo che prova l'innocenza dell'amico, Mariah e Shades si insediano come nuovi signori del crimine al Paradise e Diamondback viene preso in cura dal dottor Burstein.
- Altri interpreti: Sônia Braga (Soledad Temple), Ron Cephas Jones (Bobby Fish), Karen Pittman (Priscilla Ridley), Tijuana Ricks (Thembi Wallace), Michael Kostroff (Dr. Noah Burstein), Darius Kaleb (Lonnie Wilson), Jeremiah Craft (Dave Griffith), Jade Wu (Connie Lin), Clem Chung (Jin Lin), Ninja N. Devoe (Aisha Axton), Mike Britt (Eddie Axton), Clifton Cutrary (Carl Lucas adolescente), Jared Kemp (Willis Stryker adolescente), Sharon Jones & The Dap-Kings (se stessi), Fab 5 Freddy (se stesso).